# غراهوفو (فليكا كلادوشا)
غراهوفو (السيريلية : Грахово) هي قرية في البوسنة والهرسك. وهي تقع في بلدية فليكا كلادوشا التابعة لكانتون يونا-سانا في اتحاد البوسنة والهرسك. طبقا لنتائج التعداد السكاني للبوسنة عام 2013، فقد كان عدد سكانها 662 نسمة.
فيها مسجد يحتوي على لوحات عثمانية مدرجة في قائمة الآثار الوطنية للبوسنة والهرسك.

## التركيبة السكانية

### التطور التاريخي للسكان
| 1961 | 1971 | 1981 | 1991 | 2013 |
| ---- | ---- | ---- | ---- | ---- |
| 498  | 663  | 754  | 869  | 662  |

## وصلات خارجية
- (بالإنجليزية) Maplandia